# Andropogon barretoi
Andropogon barretoi là một loài thực vật có hoa trong họ Hòa thảo. Loài này được Norrmann & Quarín mô tả khoa học đầu tiên năm 2001.